# Carynota stupida
Carynota stupida är en insektsart som beskrevs av Walker. Carynota stupida ingår i släktet Carynota och familjen hornstritar. Inga underarter finns listade i Catalogue of Life.